# 小田愛実
小田 愛実（おだ まなみ、2001年7月9日 - ）は、ギャル雑誌『nuts』の専属モデル。茨城県出身。芸能事務所Lovers所属。
まぁみの愛称で活動。タイと日本のハーフ。

## 経歴
高校生の時に、eggモデルデビュー。2018年には恋愛リアリティーショー『恋する♥週末ホームステイ』出演などで注目を集める。
卒業後は『nuts』専属となり、ギャルモデルとして活動。
2021年9月1日、妊娠を公表。同年12月8日、第一子となる長男を出産したことを発表。2022年11月14日、前年の出産後間もなく離婚していたことを自身のYouTubeチャンネルで公表した。

## 出演

### イベント
- TGC teen 2019 Summer（2019年7月29日）[7]

### テレビ
- ホンマでっか!?TV（2018年4月25日、フジテレビ）[8]
- 全力！脱力タイムズ（2021年5月28日・2024年10月11日、フジテレビ）[9]

### テレビドラマ
- トリリオンゲーム 第3話（2023年7月28日、TBS） - ギャル 役

### インターネットテレビ
- 恋する♥週末ホームステイ Season 4 広島男子・東京女子編（2018年4月17日 - 6月26日、AbemaTV）[10]

### 雑誌
- 週刊ヤングマガジン（講談社、-6号、2020年1月6日）[11][12]

## 書籍

### デジタル写真集
- まぁみ1st写真集　Maami（2021年7月26日、KADOKAWA）